# Прыткий мангабей
Прыткий мангабей (лат. Cercocebus agilis) — вид обезьян семейства мартышковых отряда приматов, один из видов рода Мангабеи. Представители этого вида встречаются в центральной Африке в Центрально-Африканской Республике, Экваториальной Гвинее, Камеруне, Габоне, Республике Конго и Демократической Республике Конго. До 1978 года считался подвидом танского мангабея (C. galeritus). Помимо этого недавно золотобрюхий мангабей (C. chrysogaster), ранее входивший в ранге подвида в состав вида Cercocebus agilis, был поднят до ранга вида.

## Описание
Шерсть короткая, оливково-серая. Лицо, ступни и ладони безволосые, с чёрной кожей. Длина тела самцов от 51 до 65 см, вес от 7 до 13 кг. Длина тела самок от 44 до 55 см, вес от 5 до 7 кг. Существуют свидетельства того, что прыткие мангабеи могут быть заражены вирусом иммунодефицита обезьян.

## Поведение
Активны днём. Ведут в основном древесный образ жизни, однако значительную часть времени (12—22 %) проводят на земле, особенно во время сухого сезона. У самцов громкий крик, отличающий этот вид от родственных видов. Образуют группы размером до 18 особей. Во главе каждой группы доминантный самец. Случаи агрессии между группами редки, часто при встрече различных групп происходит обмен членами.
В рационе в основном фрукты, зафиксировано потребление по меньшей мере 42 различных видов фруктов. Строение челюстей позволяет прокусывать кожуру твёрдых фруктов, недоступных другим видам обезьян. Дополнением к рациону служат орехи, молодые листья и трава, грибы, насекомые и прочие беспозвоночные, птичьи яйца и мелкие млекопитающие.

## Статус популяции
Международный союз охраны природы присвоил этому виду охранный статус «Вызывает наименьшие опасения». Основная угроза популяции — охота с целью добычи мяса.